# Jawe
Jawe (Diahoue, Njawe) és una llengua austronèsia parlada majoritàriament a l'àrea tradicional de Hoot Ma Waap, als municipis de Hienghène i Pouébo, a la Província del Nord, Nova Caledònia. De la mateixa manera que el nemi, el fwâi i el pije, es parla a la comuna de Hienghène; figura al diccionari comparatiu de llengües de Hienghène, escrit per André-Georges Haudricourt i Françoise Ozanne-Rivierre en 1982.
Té uns 990 parlants nadius. Tanmateix, en no beneficiar-se de la transmissió i de la legitimitat conferides per l'ensenyament públic, és una llengua amenaçada.